# سراب

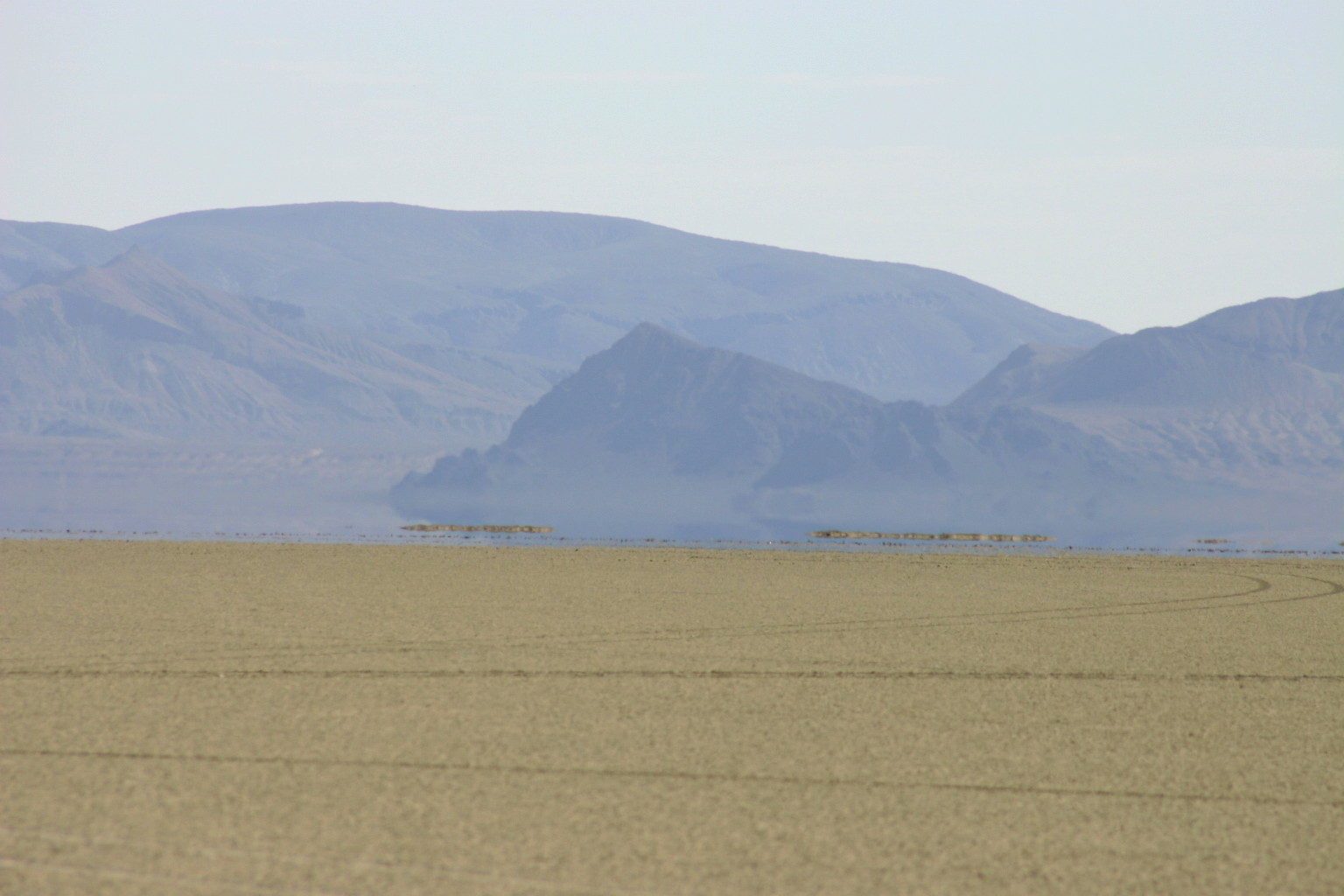

سَراب خیال و تصویر آب یا آبادی یا واحه‌ای است که در بیابان به چشم شخص می‌آید.
اغلب در جاده‌های آسفالته مستقیم یا در بیابان‌ها، منظره آب یا برکه‌ای دیده می‌شود که وقتی به سوی آن حرکت می‌کنیم، آن هم با همان سرعت و در همان جهت پیش می‌رود، یا وقتی نزدیکش می‌شویم، از نظر محو می‌گردد. این منظره سراب است. سراب یک فریب طبیعت است؛ که در شرایط معین جوی چشم ما را دچار خطای دید می‌کند.

## سراب در دریا
سراب در دریا نیز به صورت معکوس دیده می‌شود. البته این در جایی است که هوای مجاور آب، سرد بوده و در بالای آن نیز هوای گرمی قرار گرفته باشد، آنگاه کشتی‌هایی که از دور می‌آیند و در پشت افق پنهانند، به وسیلهٔ این هوای گرم طوری منعکس می‌شوند؛ که ما آن‌ها را در آسمان شناور می‌بینیم.
یکی از سراب‌های معروف در جزیره سیسیل در تنگه مسینا رخ می‌دهد. در شرایط جوی مذکور شهر مسینا در آسمان منعکس می‌شود و افرادی که در آب‌های تنگه مجاور کشتیرانی می‌کنند، این شهر را در هوا شناور می‌بینند. ایتالیایی‌ها نام این سراب را فاتامورگانا گذاشته‌اند، زیرا گمان می‌کنند که جنی به نام مورگان آن را پدید آورده است.

## سراب کیهانی
با وجود پیشرفت‌های زیاد در زمینه کیهان‌شناسی، معمایی که هنوز هم حل نشده است، مقدار چگالی ماده موجود در جهان است. چون قسمت نامشخصی از ماده به صورت نامرئی است، امکان دستیابی به مقدار آن برای اخترشناسان تقریباً غیرممکن است؛ ولی اخیراً آن‌ها پدیده تازه‌ای کشف کرده‌اند که نوید روشن کردن بسیاری از پرسش‌ها را پیرامون مقدار تام ماده مرئی و نامرئی در کائنات و پراکندگی آن را در فضا به ما می‌دهد. این کشف عبارتست از پدیده سراب‌های جاذبه‌ای.

## سراب‌های گرانشی
«سرابهای جاذبه‌ای» زمانی حاصل می‌شوند که دو ستاره یا بیشتر که در فاصله‌های متفاوتی از زمین واقع شده‌اند، به صورت کامل با کره زمین روی یک خط قرار گیرند و به نظر برسد که در آسمان باهم برخورد کرده‌اند. روشنایی دورترین ستاره برای رسیدن به ما باید از میدان گرانشی نزدیک‌ترین ستاره بگذرد و در این عبور منحرف می‌شود. این انحراف روشنایی یک تغییر شکل و حتی نوعی تکثیر تصویر از ستاره پدید می‌آورد.

## پیش‌بینی سراب جاذبه‌ای
آلبرت انیشتین در سال ۱۹۳۶ با استفاده از نسبیت عام نشان داد که اگر از دید ناظر رصدکننده، دو ستاره با کره زمین روی یک خط قرار گیرند، دورترین ستاره علاوه بر تصویر عادی خود که یک نقطه است، تصویر دیگری به شکل یک حلقه نورانی در اطراف آن نقطه روشن، پیدا خواهد کرد. این حلقه نورانی، نوعی سراب کیهانی و نوعی توهم بصری است زیرا در عالم حقیقت وجود ندارد. آلبرت انیشتین همخط شدن دو ستاره با زمین را امری بسیار غیر محتمل می‌دانست و این پدیده را تنها به صورت تئوری و عملی ارائه داده بود.

## عدسی گرانشی
در پدیده سراب کیهانی، ستاره نزدیک‌تر که قوه جاذبه آن، روشنایی ستاره دورتر را منحرف می‌کند، «عدسی جاذبه‌ای» نامیده می‌شود. این ستاره مانند عدسی عینک، روشنایی ستاره را منحرف می‌کند تا سراب جاذبه‌ای را پدیدآورد. یک سال پس از ارائه نظریه آلبرت انیشتین، «فریتز زوایکی» همان کسی که موضوع ماده نامرئی را مطرح کرد با قبول تئوری آلبرت انیشتین، به جای ستاره‌ها، کهکشان‌ها و انبوه‌های کهکشانی را به عنوان عدسی گرانشی پیشنهاد کرد.

## کشف سراب کیهانی
۴۲ سال پس از ارائه این نظریه‌ها، در سال ۱۹۷۹ یک جفت کویزار اجسام ستاره‌مانند بسیار دور کشف شد که خیلی به هم نزدیک و شبیه بودند. فیزیکدانان بر این اعتقاد شدند که این شباهت حیرت‌انگیز حاصل تصادف نیست، یکی از این کویزارها می‌تواند سراب گرانشی کویزار دیگری باشد؛ ولی در این مورد می‌باید عدسی گرانشی آن را هم کشف می‌کردند.
پس از رصدهای دقیق، کهکشانی کشف شد که روی یکی از کویزارها قرار گرفته بود. بدین ترتیب نخستین سراب کیهانی کشف شد. در آنچه دیده می‌شد، یک کویزار بیش نبود و کهکشانی که بین این کویزار و زمین به صورت هم خط واقع شده بود، به عنوان عدسی گرانشی عمل کرده و دومین کویزار را به صورت سراب پدیدآورده بود. پس از آن سراب‌های دیگری نیز کشف شد. حتی حلقه‌های نورانی که آلبرت اینشتین پیش‌بینی کرده بود، در جهت انبوه‌های کهکشانی دیده شدند.

## رابطه بین سراب کیهانی و ماده نامرئی
یک سراب کیهانی، حاصل و نتیجه تداخل عمل پیچیده میان روشنایی یک جسم نورانی سماوی ستاره، کویزار، کهکشان یا انبوه کهکشان‌ها) و میدان گرانشی یک عدسی گرانشی است. میدان جاذبه به توده تمام ماده (مرئی یا نامرئی) و تقسیم پراکندگی فضایی آن در عدسی بستگی دارد. از سوی دیگر، مسیر روشنایی نیز تحت تأثیر میدان جاذبه گرانشی تمام مواد بین کهکشانی) مرئی یا نامرئی) است و تقسیم پراکندگی فضایی آن در عدسی بستگی دارد. از طرف دیگر، مسیر روشنایی نیز تحت تأثیر میدان جاذبه گرانشی همۀ مواد بین کهکشانی (مرئی یا نامرئی) است که می‌تواند میان جسم نورانی و عدسی و میان عدسی و زمین وجود داشته باشد؛ بنابراین سراب‌های کیهانی می‌توانند ما را نه تنها در مورد توده نامرئی در عدسی‌ها، بلکه دربارهٔ فضای میان کهکشانی نیز آگاه سازند. ولی یافتن سراب‌های کیهانی کار آسانی نیست و مقدار سراب‌هایی که تاکنون یافت شده انگشت شمار است. این کمیابی دلیل آنست که فضای میان کهکشانی نمی‌تواند پر از سیاهچاله‌های یک‌تکه توده‌دار (حدود یک میلیارد برابر توده خورشید) باشد؛ زیرا این سیاهچاله‌ها عدسی‌های گرانشی بسیار خوبی هستند. فیزیکدان‌ها امیدوارند با کشف سراب‌های کیهانی، بیشتر اسرار توده نامرئی کائنات را آشکار کنند.